# الوعد الجديد
الوعد أو العهد الجديد (بالعبرية ברית חדשה، باليونانية ברית חדשה) عبارة مستعملة في الكتاب العبري وفي العهد الجديد من البيبل للإشارة إلى عصر العودة والسلام بعد مدة محاكمة وقضاء. وكمثل كل العهود المذكورة في البيبل فهو «عهد دم يقضيه الله»